# L'Estuaire
Pour les articles homonymes, voir Estuaire (homonymie).
 (juillet 2024).
L'Estuaire est une maison d'édition belge fondée en 2004 par Didier Platteau et Régine Vandamme. Elle publie des carnets littéraires alliant les talents d'un écrivain et d'un artiste (peintre, photographe, graveur), dans un format original. 
Parmi les auteurs, on retrouve Franz Bartelt et Johan de Moor, Francis Dannemark et Chris de Becker, Marie Desplechin et Éric Lambé, Hervé Le Tellier et Xavier Gorce, Jean-Bernard Pouy et Joe Pinelli.